# 4905 Hiromi
4905 Hiromi eller 1991 JM1 är en asteroid i huvudbältet som upptäcktes den 15 maj 1991 av de båda japanska astronomerna Kazuro Watanabe och Atsushi Takahashi vid Kitami-observatoriet. Den är uppkallad efter Atsushi Takahashi fru, Hiromi Takahashi.
Asteroiden har en diameter på ungefär 8 kilometer och den tillhör asteroidgruppen Eunomia.